# Cuiseaux
 Cuiseaux  es una población y comuna francesa, en la región de Borgoña, departamento de Saona y Loira, en el distrito de Louhans y cantón de Cuiseaux.

## Demografía
| 1682 | 1702 | 1813 | 1816 | 1779 | 1749 |
| Para los censos de 1962 a 1999 la población legal corresponde a la población sin duplicidades (Fuente: INSEE [Consultar]) |      |      |      |      |      |